# معادلة بروني
معادلة بروني والتي سميت على اسم غاسبار دي بروني، هي معادلة مهمة تاريخيًا في علم حركة السوائل، تُستخدم لحساب فقد الرأس [الإنجليزية] بسبب الاحتكاك داخل مسار معين من الأنابيب. إنها معادلة تجريبية وضعها الفرنسي غاسبار دي بروني في القرن التاسع عشر:
{\displaystyle h_{f}={\frac {L}{D}}(aV+bV^{2})}
حيث hf هي خسارة الرأس بسبب الاحتكاك، محسوبة من: نسبة الطول إلى قطر الأنبوب L/D، وسرعة التدفق V، وعاملان تجريبيان a و b لحساب الاحتكاك.:11–12
حلت معادلة دارسي-فايسباخ [الإنجليزية] محل هذه المعادلة في الهيدروليكا الحديثة، والتي استخدمتها كنقطة انطلاق.